# Leucopogon nanus
Leucopogon nanus är en ljungväxtart som beskrevs av M.I.Dawson och Heenan. Leucopogon nanus ingår i släktet Leucopogon och familjen ljungväxter. Inga underarter finns listade i Catalogue of Life.